# 最高隘口
最高隘口（High Pass）是托爾金（J. R. R. Tolkien）所描寫中土大陸中的一處山隘，在《未完成的故事》裡稱作Cirith Forn en Andrath，是翻越迷霧山脈（Misty Mountains）的要道之一。

## 地理位置
最高隘口位於迷霧山脈北段，它的西端是著名的瑞文戴爾（Rivendell）藏身處，在這裡，東方大道（Great East Road）攀上山脈，直到建有半獸人鎮的山中，然後向下進入迷霧山脈東側的安都因河谷。

## 歷史

### 第一紀元
最高隘口由維拉（Vala）歐羅米（Oromë）在第一紀元前創造，使艾爾達族能翻越山脈，向西進入貝爾蘭。
進入第一紀元後，最高隘口被矮人們用來連接東方大道與穿越幽暗密林的Men-i-Naugrim道路。

### 第二紀元
在第二紀元，由吉爾加拉德和伊蘭迪爾率領的最後同盟聯軍通行最高隘口，前往魔多參與最後同盟戰役（War of the Last Alliance）。

### 第三紀元
最後同盟戰後的第三紀元2年10月4日，攜帶至尊魔戒的埃西鐸本欲通過最高隘口前往瑞文戴爾，但在其東南方的格拉頓平原遭半獸人埋伏，至尊魔戒於是失落在安都因河谷中。
第三紀元的較後期，由於山中半獸人的數量增加，通行最高隘口逐漸變得危險。這個情況一直持續到矮人與半獸人之戰（War of the Dwarves and Orcs），山中半獸人幾乎被剿滅後才停止。
戰後，能夠安全通過最高隘口的情形持續了約一百四十年，直到第三紀元2940年，半獸人在隘口開闢了通往迷霧山脈地底半獸人鎮的地下通道入口後，該處的通行才再次變得危險。隔年的第三紀元2941年，由索林·橡木盾率領的孤山搜索隊伍在經過最高隘口時，亦遭該處的半獸人擒獲。
五軍之戰（Battle of the Five Armies）後，隨著北方半獸人的幾乎滅絕與比翁一族的看守，通行最高隘口再次變得安全，並成為伊利雅德與羅馬尼安間的貿易要道。
在魔戒聖戰（War of the Ring）期間，魔戒遠征隊（Fellowship of the Ring）選擇不取道最高隘口，因為迷霧山脈東部的冬季暴風雪過於危險，否則以從瑞文戴爾出發的這點來看，他們本可以就近取道該處進入中土世界東部。